# Гаррі Коннор
Гаррі Коннор (англ. Harry Connor, нар. 3 грудня 1904, Оттава — пом. 2 березня 1947) — канадський хокеїст, що грав на позиції лівого нападника.

## Ігрова кар'єра
Професійну хокейну кар'єру розпочав 1926 року.
Протягом професійної клубної ігрової кар'єри, що тривала 8 років, захищав кольори команд «Бостон Брюїнс», «Нью-Йорк Амеріканс» та «Оттава Сенаторс».

## Статистика НХЛ
| Сезон        | Клуб                 | Ліга         | Регулярний сезон | Регулярний сезон | Регулярний сезон | Регулярний сезон | Регулярний сезон | Плей-оф | Плей-оф | Плей-оф | Плей-оф | Плей-оф |
| Сезон        | Клуб                 | Ліга         | І                | Г                | П                | О                | ШХ               | І       | Г       | П       | О       | ШХ      |
| ------------ | -------------------- | ------------ | ---------------- | ---------------- | ---------------- | ---------------- | ---------------- | ------- | ------- | ------- | ------- | ------- |
| 1927—1928    | «Бостон Брюїнс»      | НХЛ          | 43               | 9                | 1                | 10               | 36               | 2       | 0       | 0       | 0       | 0       |
| 1928—1929    | «Нью-Йорк Амеріканс» | НХЛ          | 43               | 6                | 2                | 8                | 83               | 2       | 0       | 0       | 0       | 6       |
| 1929—1930    | «Оттава Сенаторс»    | НХЛ          | 25               | 1                | 2                | 3                | 22               |         |         |         |         |         |
| 1929—1930    | «Бостон Брюїнс»      | НХЛ          | 13               | 0                | 0                | 0                | 4                | 6       | 0       | 0       | 0       | 0       |
| 1930—1931    | «Оттава Сенаторс»    | НХЛ          | 11               | 0                | 0                | 0                | 4                |         |         |         |         |         |
| Усього в НХЛ | Усього в НХЛ         | Усього в НХЛ | 16               | 5                | 21               | 149              | 10               | 0       | 0       | 0       | 6       |         |